# Flacourtia montana
Flacourtia montana är en videväxtart som beskrevs av J. Grah.. Flacourtia montana ingår i släktet Flacourtia och familjen videväxter. Inga underarter finns listade i Catalogue of Life.

## Bildgalleri

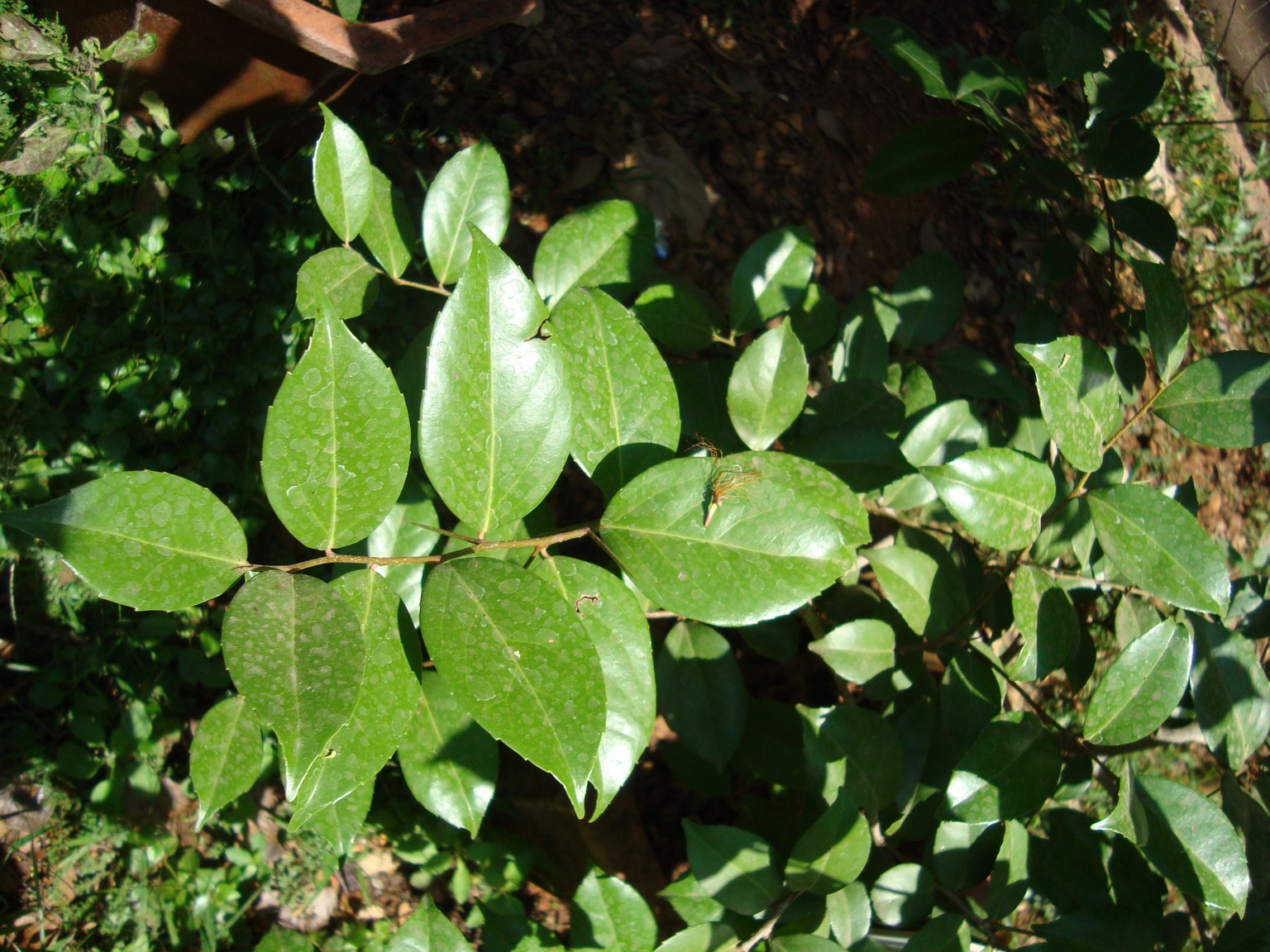
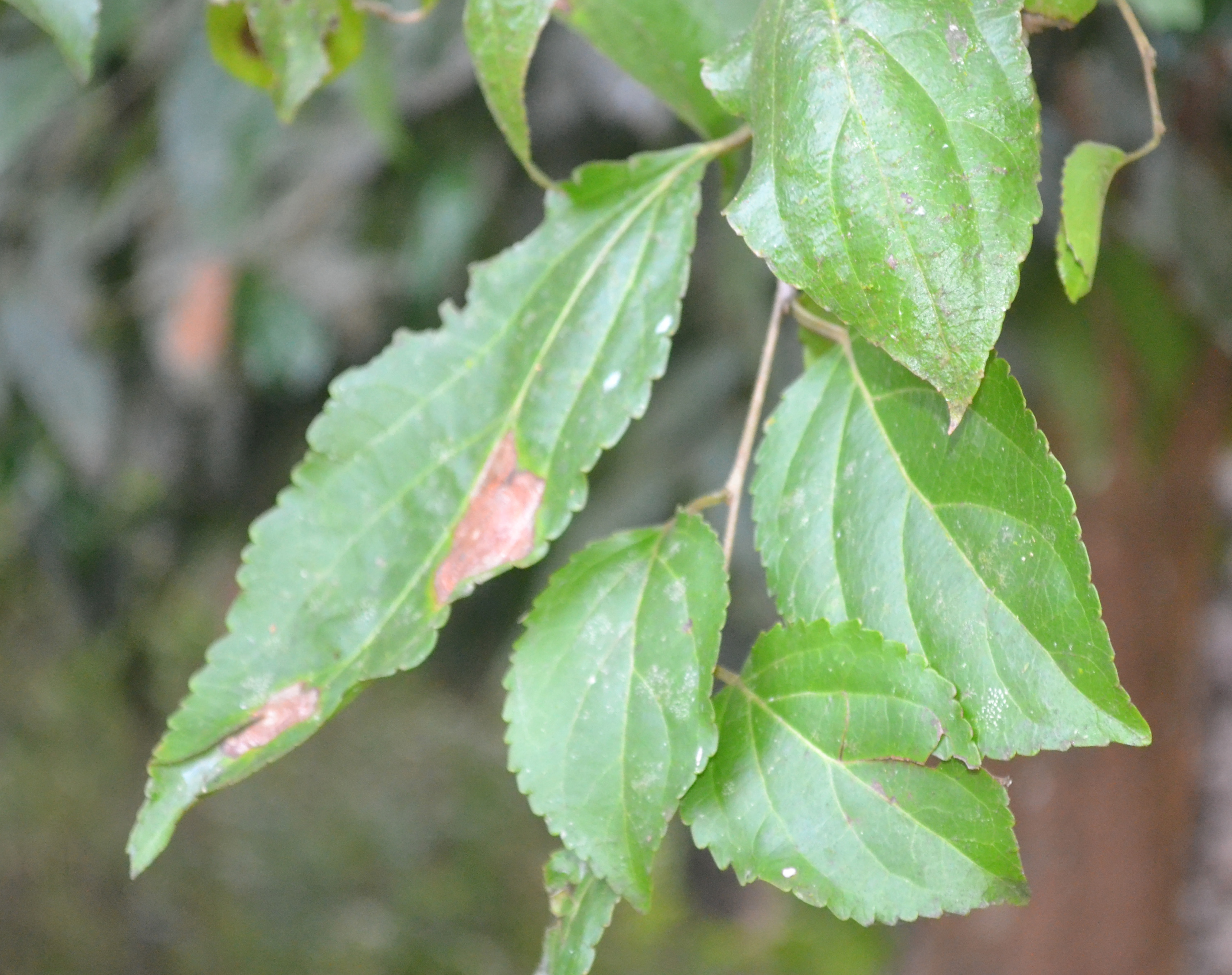
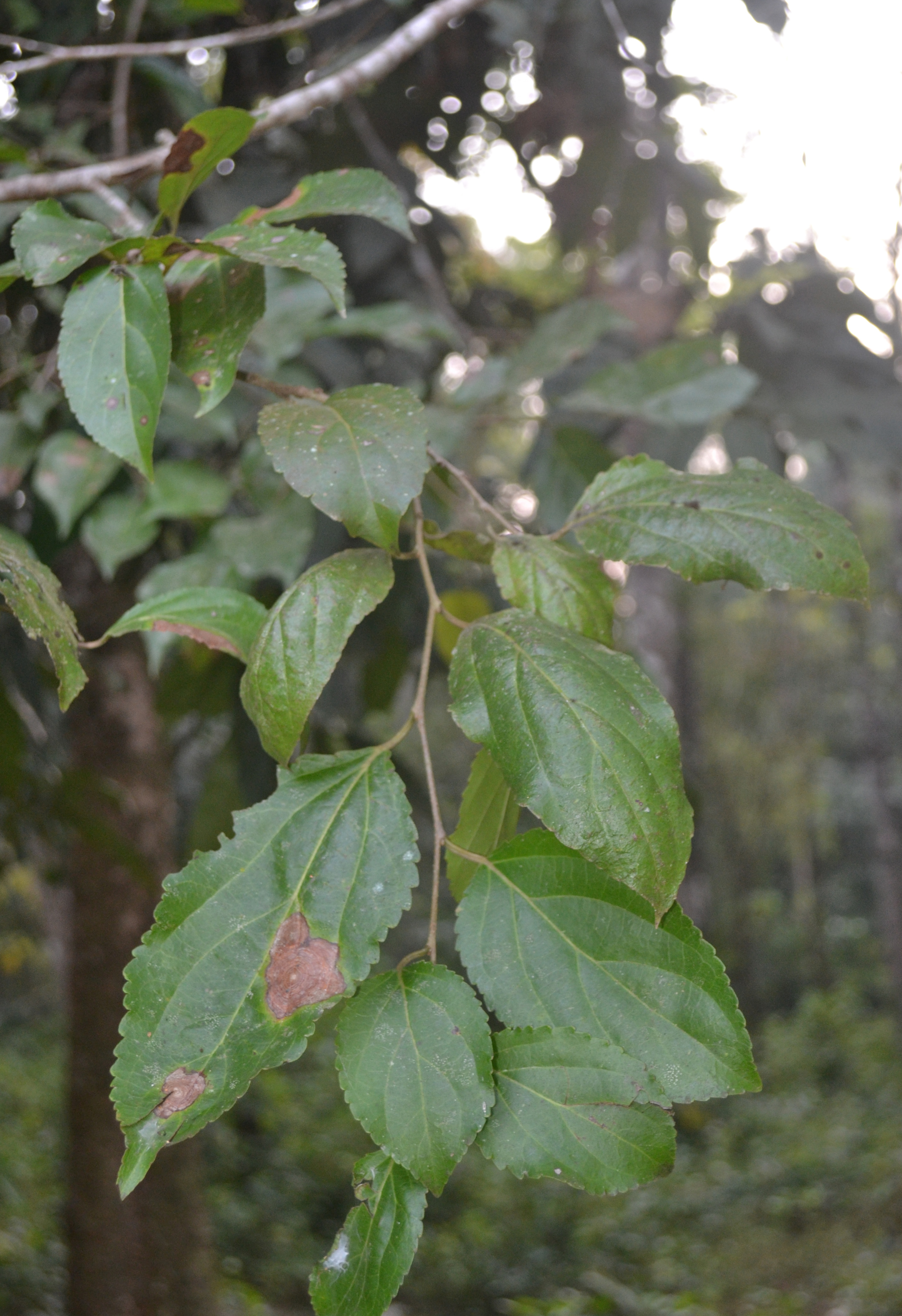
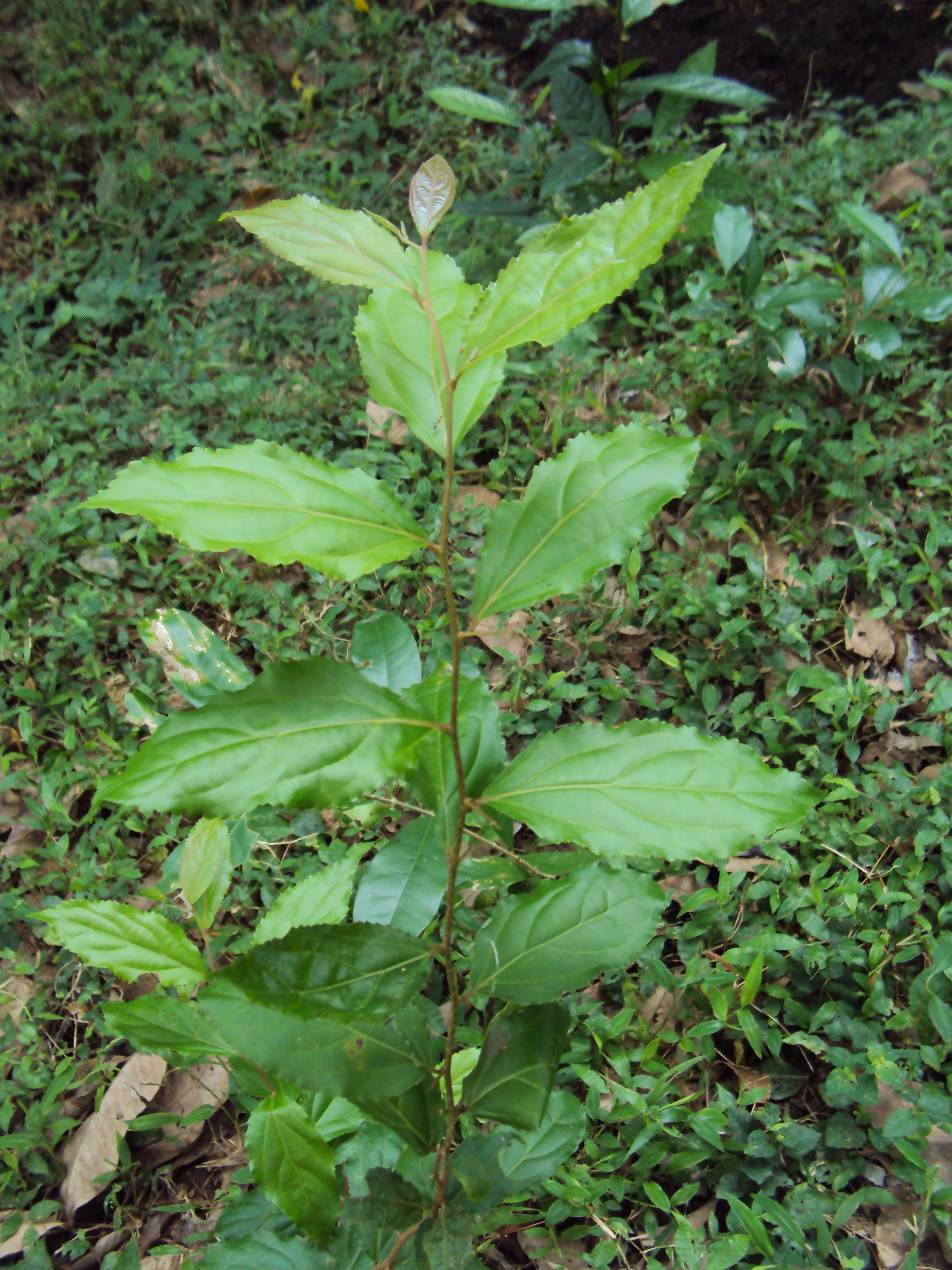
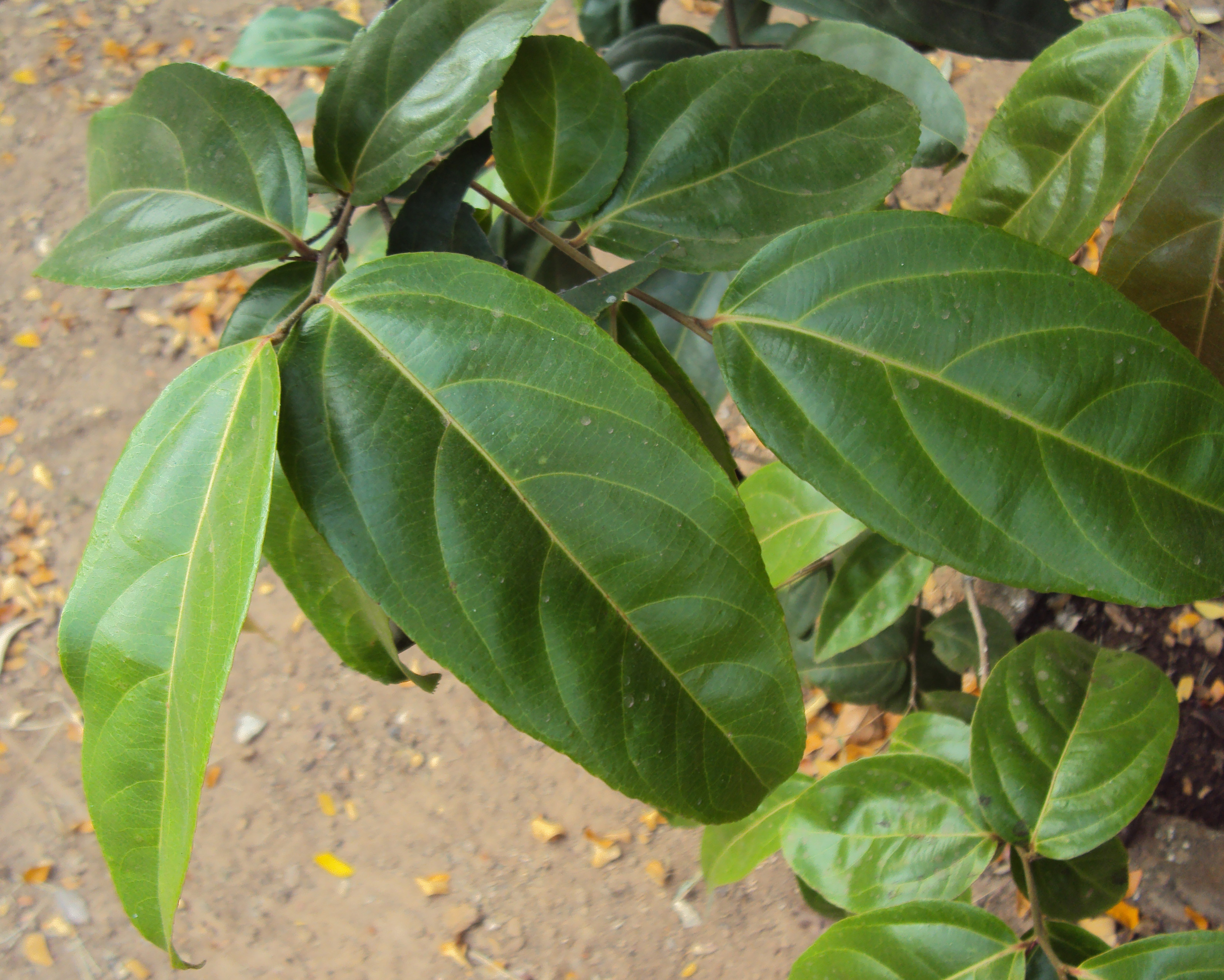